# Lhalu Tsewang Dorje
Lhalu Tsewang Dorje, ook wel Lhalu, Lhalu Se, of Lhalu Shape (Tibet, januari 1914 - 15 september 2011), is een Tibetaans politicus en militair.

## Jeugd en studie
Lhalu was een zoon van Lungshar, een invloedrijk politicus in de regering van historisch Tibet.
Als kind ging Lhalu naar een particuliere school aan de voet van het Potalapaleis in Lhasa. Daarna volgde hij een school voor kinderen van seculiere politici bij het Jokhangklooster.

## Politieke ambities en nieuwe familiebanden
Lhalu trad op jonge leeftijd in regeringsdienst in 1927. In 1934, na de dood van de dertiende dalai lama, probeerde zijn vader tevergeefs de macht naar zich toe te trekken en werden al diens nakomelingen in officiële functies ontslagen, onder wie ook Lhalu.

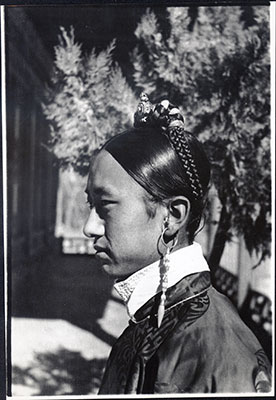
Lhalu, 1937

Lhalu werd erop geadopteerd door de familie van de wettige vrouw van Lungshar, de Lhalu-familie, die het ontbrak aan een mannelijke erfgenaam. Door te verklaren dat Lungshar niet zijn wettige vader was en het betalen van steekpenningen lukte het hem terug te keren als regeringsfunctionaris in 1937. Hierna groeide zijn invloed.
In 1940 trouwde hij met de dochter van de familie Labrang Nyingpa (Thonpa). Lhalu kreeg vier zoons en een dochter. Zijn zoon Gyai'ra Losang Dainzin werd in 2003 vicevoorzitter van de regering van de Tibetaanse Autonome Regio.

## Regeringslid
In 1941 werd hij gepromoveerd tot vierde rang functionaris en benoemd tot tsepon (minister).
In 1946, werd Lhalu benoemd tot shape door de regent van Tibet, de tweede Tagdrag rinpoche; dit is een lid van de kashag, het kabinet in toenmalig Tibet. Lhalu speelde een belangrijke rol bij de arrestatie van de vorige regent, de vijfde Reting rinpoche, toen die werd beschuldigd van het beramen van een moord op Taktra.

## Gouverneur van Kham
Kort na de gebreurtenissen rondom de Reting rinpoche werd Lhalu benoemd tot gouverneur van Kham en vertrok hij naar het hoofdkwartier in Chamdo. Hij diende in deze positie tot 1949 toen het Chinese Volksbevrijdingsleger begon met de troepenopbouw langs de grens.
Lhalu begon voorbereidingen te treffen tegen de Chinese krijgsmacht maar werd gepasseerd door Ngabo Ngawang Jigme voordat de invasie van Tibet daadwerkelijk begon.

## Terugkeer naar Lhasa en de opstand van 1959
Lhalu keerde terug naar Lhasa in juli 1951. Toen kort daarop Tibet werd samengevoegd bij de Volksrepubliek China werd de Tibetaanse regering gereorganiseerd. Mei 1952 werd hij ontslagen, officieel vanwege zijn slechte bestuur als gouverneur van Kham. Hij mocht niettemin zijn rang behouden.
In 1955 stond hij aan het hoofd van een delegatie naar Peking en ontmoette hij Mao Zedong en Zhou Enlai.
Hij deed mee aan de opstand in Tibet van 1959 en zou zich later de leider noemen van de opstandelingen. Hij werd gevangengenomen en blootgesteld aan de maoïstische martelsesie thamzing. Vervolgens werd hij gevangengezet in de gevangenis van Drapchi.

## Politieke rehabilitatie
In 1965 kreeg hij speciale amnestie en hield hij zich bezig als boer.
Bij het aantreden van Deng Xiaoping en de terugkeer uit de klassenstrijd van de Culturele Revolutie werd hem in 1977 een baan aangeboden. In 1983 werd hij politiek gerehabiliteerd en aangesteld als vicevoorzitter van het Tibetaanse comité van de Chinese politieke consultatieve volksconferentie.
In zijn latere leven prijst hij het communistische regeringsbeleid in Tibet en keurt hij de regering van historisch Tibet sterk af, net als en de veertiende dalai lama die hij een handlanger van het westen noemt.